# 全息处理器
全息处理器（Holographic Processing Unit, HPU）是可以与CPU与GPU共同运作的一块协处理器芯片，由微软在2015年1月21日公布。它集成于微软HoloLens之中，使得HoloLens能够在现实中叠加显示虚拟的全息物品（增强现实）。该处理器提供给诸如HoloLens一类的设备来确定当前用户的视觉范围，绘制周围环境以及处理身体姿势和语音命令。

## 用途
HPU是为微软HoloLens开发的，也是首次用于HoloLens这一需要为之开发新型协处理器芯片的增强现实的设备。目前还有待观察HPU在其他设备上的成功实现。不过，根据微软的Alex Kipman称，HPU能够“将能够处理实时其所有传感器产生的TB级数据。”